# Cimarrón

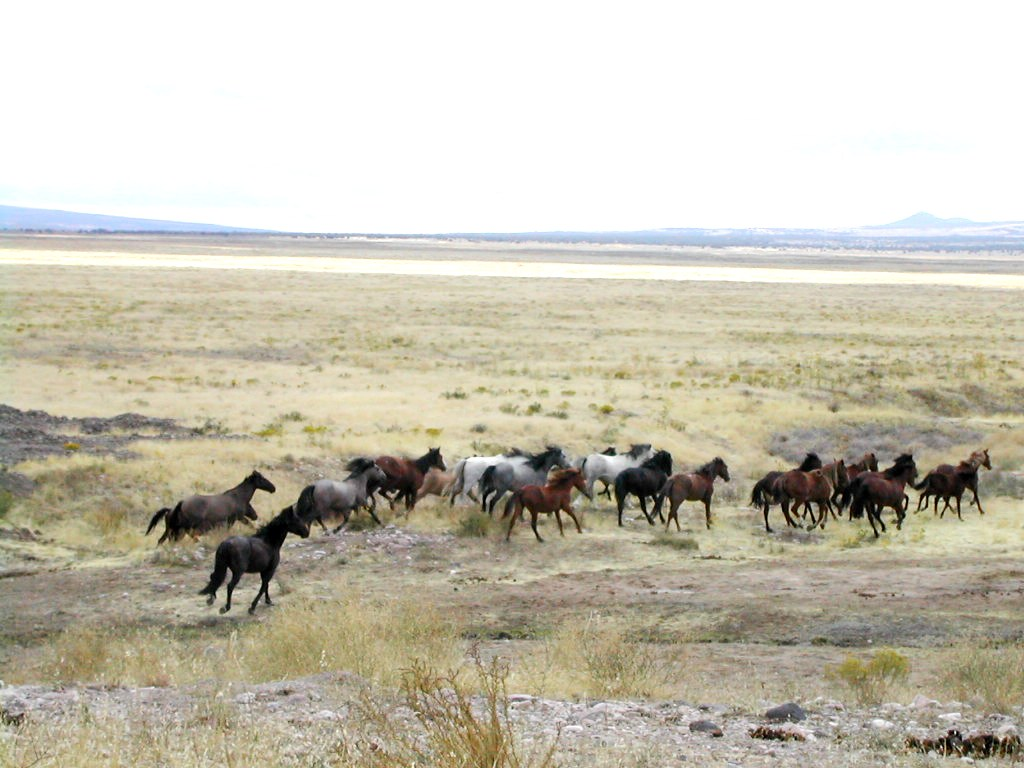
Una manada de caballos cimarrones mustang en Utah.

La palabra cimarrón (también asilvestrado o feral) es el término utilizado para referirse a cualquier animal doméstico que escapa de sus amos y se asilvestra.
Los animales cimarrones pueden haber llegado de forma involuntaria o haber sido introducidos de forma deliberada por los humanos. Con el tiempo, unos pocos de estos animales pueden generar poblaciones enteras y con frecuencia son un problema para la fauna salvaje de la zona. Sin embargo, en ocasiones los animales cimarrones pueden servir para contrarrestar determinadas especies «problemáticas» como, por ejemplo, roedores, insectos dañinos o plantas agresivas. Asimismo, retornar especies perdidas a sus respectivos medios ambientes puede tener efectos beneficiosos en los mismos al recobrar cierto equilibrio en sus ecosistemas.

## Animales

### Caballos
Los caballos asilvestrados durante la conquista española de América forman las manadas de mustangs (del castellano Mesteño) que hoy se pueden ver en las praderas de Estados Unidos y las de caballos salvajes o baguales de algunos lugares de Argentina y Chile (durante el Pleistoceno había caballos en América que luego se extinguieron). Los mustangs son incluso una especie protegida en Estados Unidos.

### Cabras

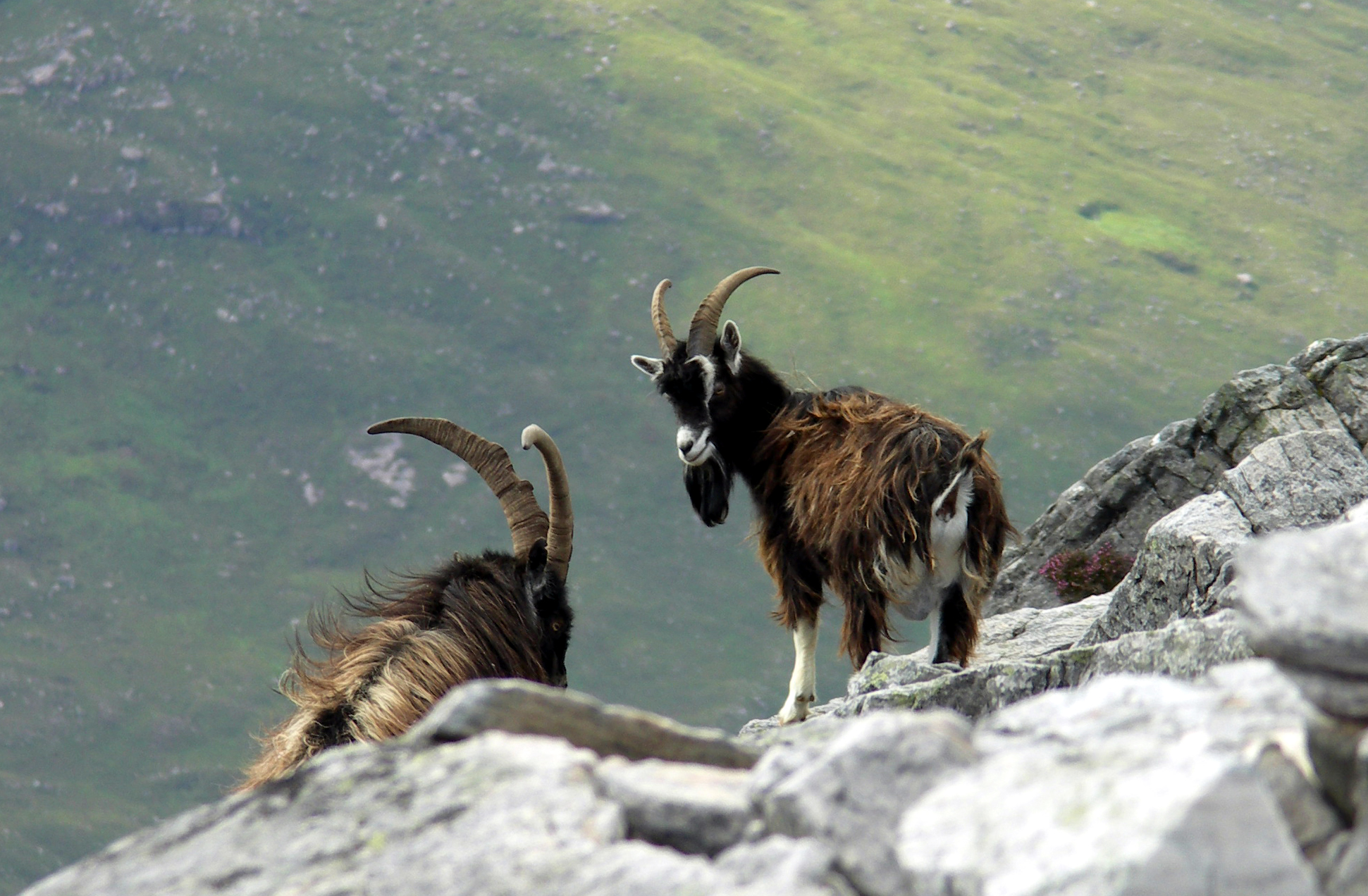
Cabras cimarronas en Escocia

Durante los siglos XVII y XVIII especialmente (aunque se conocen casos más antiguos en el Mediterráneo), las cabras se soltaban deliberadamente en las islas frecuentadas por los marineros con el fin de servir de despensa viviente cuando los barcos volvieran a recalar allí. Debido a ello, estos animales se encuentran en multitud de islas por todo el globo. En la actualidad, el gobierno de Ecuador ha puesto en marcha un plan para eliminarlas de las islas Galápagos, donde compiten con las famosas tortugas gigantes del archipiélago por el alimento. Algo parecido sucede en la isla Juan Fernández (que es parque nacional en Chile), donde la cabra de Juan Fernández se ha asilvestrado desde que fue introducida por el descubridor de la isla (Juan Fernández Sotomayor) en el siglo XVI, causando considerable impacto en el frágil ecosistema insular.

### Conejos
Los conejos son una plaga especialmente dañina en Australia, donde se han reproducido hasta llegar a ser cientos de miles, y siguen aumentando. Por increíble que parezca, estos conejos cimarrones descienden de unas pocas parejas que alguien soltó a finales del siglo XIX en las costas del sureste del continente. Las autoridades australianas ya no saben qué hacer con ellos para evitar la competencia que le hacen a los marsupiales como los bandicuts y ualabíes, algunas de cuyas especies ya están cercanas a la extinción. La introducción del zorro rojo se convirtió en un nuevo problema porque este animal se ha inclinado por cazar los marsupiales, más lentos, en lugar de los conejos, y el desarrollo artificial de la mixomatosis se ha convertido en una catástrofe para las poblaciones de conejos de otros lugares donde no son una plaga, especialmente en Europa, lo que ha afectado a la cadena trófica. En Australia se ha llegado a sugerir la importación del demonio de Tasmania, hoy extinto fuera de su isla, para combatirlos. De momento continúan las batidas. Los conejos europeos también se han asilvestrado en Argentina, Chile, el estado estadounidense de Washington, Nueva Zelanda y algunas otras islas pequeñas donde sí han podido ser eliminados.

### Dromedarios
Los dromedarios son originarios de Arabia, pero ya en la antigüedad fueron introducidos en el norte de África, donde existen poblaciones en estado salvaje o semisalvaje. Durante la exploración de Australia, los británicos llevaron dromedarios y camellos bactrianos que ahora forman manadas en los desiertos y estepas del interior. Son una de las pocas especies introducidas en Australia que no se consideran especialmente dañinas.

### Gatos

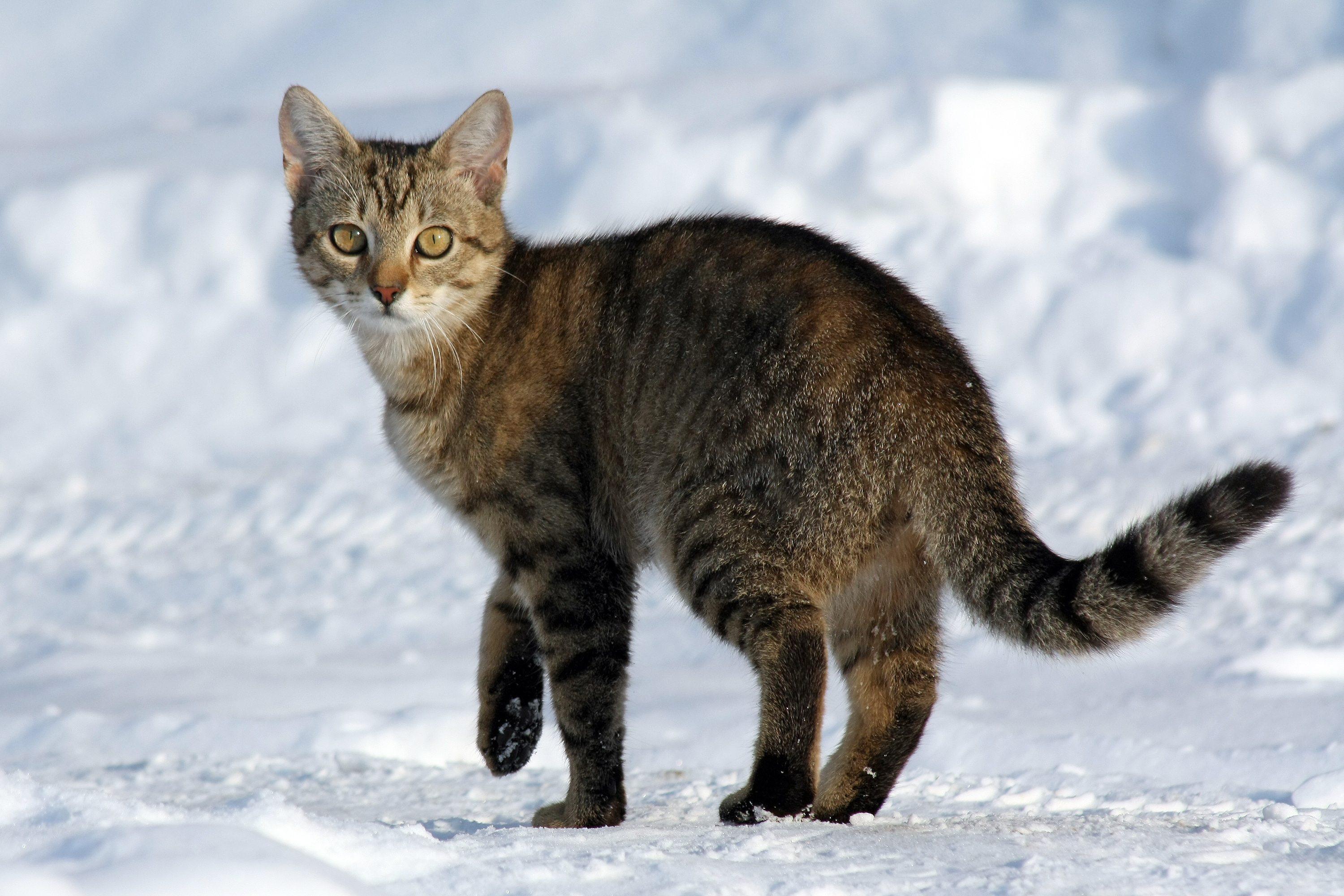
Gato cimarrón de diez meses caminando por la nieve.

En Europa, los gatos cimarrones están aumentando en los últimos años debido a los abandonos en periodo vacacional. Como consecuencia, muchos de estos gatos asilvestrados compiten o se cruzan con el gato salvaje europeo, reduciendo su pureza genética. En islas oceánicas y Australia se cuentan como la principal plaga alóctona después de ratas y ratones, siendo sus principales víctimas las aves marinas en periodo de anidación. En Nueva Zelanda, la Isla Ascensión y las Islas Galápagos los gatos cimarrones han sido cazados con el fin de erradicarlos y proteger a las aves locales, muchas de ellas en vías de extinción debido al abandono de estos animales.

### Perros
DESCRIPCION GENERAL DE LA ESPECIE: un perro cimarrón o asilvestrado es un perro que vive en estado salvaje pero que tiene antepasados domésticos. Estos se adaptan a vivir en libertad, formando grupos estables y alimentándose por sí mismos. Son capaces de sobrevivir en entornos urbanos o rurales y su comportamiento es muy diferente al de los perros domésticos, siendo muy agresivos y territoriales. Esta especie fue la primera en domesticarse, por lo que es normal encontrarlos como cimarrones casi en cualquier lugar donde haya seres humanos
FORMA Y AÑO DE INTRODUCCION: la enorme propagación de los canes, sumado a la pérdida de control por parte del hombre, ocurrió poco tiempo después del arribo español al continente americano, es por eso que podríamos decir que los perros se encuentran en Estado cimarrón o en Estado asilvestrado desde la colonización del continente. Las primeras menciones de perros cimarrones datan de 1660 y fueron una importante arma para la conquista, dado que las jaurías que conducía a los españoles difundían pánico entre los habitantes original. Quienes con el transcurso del tiempo también lo adoptaron como animal para la casa y hasta sirvieron de alimento al aborigen
LUGAR DE DETECCIÓN EN ARGENTINA: Los perros cimarrones han sido detectados en diversas regiones de Argentina, especialmente en zonas rurales y en áreas cercanas a parques y reservas naturales. Provincias como Córdoba, Mendoza, Buenos Aires y algunas áreas de la Patagonia han reportado la presencia de estos perros en estado salvaje. Suelen ocupar áreas donde pueden encontrar alimento fácilmente, y su presencia ha crecido cerca de asentamientos humanos y en campos donde atacan animales domésticos y de producción.
DISTRIBUCIÓN ACTUAL Y PROYECCIÓN FUTURA: Actualmente, los perros cimarrones se encuentran distribuidos en varias provincias argentinas, y su presencia en el país está en aumento debido a factores como el abandono de perros domésticos y la falta de programas efectivos de control y esterilización. En áreas rurales y de baja densidad poblacional, estos perros se adaptan fácilmente, formando manadas y atacando a animales domésticos y de fauna local. La proyección futura sugiere que la población podría expandirse aún más si no se implementan medidas de control adecuadas, afectando tanto el ecosistema como la economía rural por las pérdidas de ganado.
DAÑOS OCASIONADOS: se han conocido varios casos de ataques de
perros cimarrones por ejemplo en la ciudad de La Plata o en provincias como
Cordoba o Mendoza, Estas manadas se encargan de atacar y comer
animales de otras especies. Como por ejemplo en el zoológico de La Plata
en donde una jauría atacó y mató a cuatro canguros, otro ejemplo lo
encontramos en el zoológico de Mendoza, en donde unos 12 perros salvajes atacaron a los ñandúes que se encontraban en el zoológico; estos canes atacan y devoran todo lo que ven, también se han registrado violentos. agravios de esta especie hacia seres humanos o animales de granja, es decir, afectan al ecosistema del lugar en donde se encuentran, ya que aniquilan cualquier ser vivo que se les cruce, ya que son salvajes por ende NO están domesticados.
MEDIDAS TOMADAS PARA SU CONTROL: Diversas provincias han implementado medidas para el control de los perros cimarrones, aunque los resultados han sido variados como, Programas de captura y control de natalidad que en algunas regiones se han desarrollado campañas de captura y esterilización para reducir su reproducción. Sin embargo, la efectividad depende de la continuidad de estas acciones. También los Refugios o una reubicación, En algunos casos, se han capturado perros asilvestrados y reubicado en refugios. No obstante, esta práctica es costosa y poco sostenible a largo plazo.
Educación y sensibilización: Programas de educación comunitaria en áreas afectadas, con el objetivo de prevenir el abandono de perros domésticos que luego terminan asilvestrados.
Caza controlada: En algunas provincias se permite la caza controlada de perros cimarrones en áreas rurales, aunque esta práctica es polémica y enfrenta resistencia de grupos defensores de los derechos animales.

### Vacunos
A comienzos del siglo XVII se soltaron gran cantidad de reses en ambas orillas del Río de la Plata por orden del virrey del Perú, Hernando Arias de Saavedra, conocido como Hernandarias; con la intención plena de que se reprodujesen libremente. Partió de Buenos Aires en 1604 en busca de la mítica Ciudad de los Césares con 600 cabezas de ganado vacuno y la misma cantidad de ganado equino, parte del cual decidiría ir abandonando previendo que la zona era apta para su proliferación. En 1618, ostentando el recientemente creado título de Gobernador del Río de la Plata, encabezó una expedición a la Patagonia que culminó con su aprehensión y fortuito escape de manos de los tehuelches, dejando nuevamente ganado vacuno; esta vez en las orillas del Río Negro. Este ganado, algunas veces denominado vaca ñata, fue desapareciendo paulatinamente a medida que se multiplicaban las estancias y se alambraban los campos. Se le atribuye el mismo origen al ganado cimarrón equino pampeano.

### Abejas
Los antófilos (Anthophila, del griego ‘que aman las flores’), conocidos comúnmente como abejas, son un clado de insectos himenópteros, sin ubicación en categoría taxonómica, dentro de la superfamilia Apoidea. Se trata de un linaje monofilético con más de 20 000 especies conocidas. Las abejas, al igual que las hormigas, evolucionaron a partir de himenópteros aculeados. Los antepasados de las abejas estaban relacionados con la familia Crabronidae y eran depredadores de insectos. Es posible que las primeras abejas se hayan alimentado del polen que cubría a algunas de sus presas y que, gradualmente, hayan empezado a alimentar a sus crías con polen en lugar de insectos.1
Hay muchas más especies que aún no han sido descritas. Se las encuentra en todos los continentes, excepto en la Antártida. Están en todos los hábitats donde hay plantas con flores (angiospermas). Están adaptadas para alimentarse de polen y néctar, usando el primero fundamentalmente como alimento para las larvas y el segundo como material energético. La especie más conocida es la abeja doméstica (Apis mellifera), a veces simplemente llamada “abeja”; esta especie es un insecto social que vive en enjambres formados por tres clases de individuos: reina, obreras y zánganos; sin embargo, la mayoría de las especies de abejas son solitarias, es decir, que no forman enjambres. Existe también un número de especies semisociales, con capacidad de formar colonias; por ejemplo, los abejorros. Estas colonias no llegan a ser tan grandes ni duraderas como las de la abeja doméstica.

## Otros usos del vocablo

### Humano
El término fue usado en América colonial para describir a los esclavos que escapaban de su cautiverio. En Cuba, Jamaica, Panamá y algunos países sudamericanos (Colombia, Venezuela, etc.), el término cimarrón está asociado con los esclavos negros fugitivos que llevaban una vida de libertad en rincones apartados de los centros urbanos, o creaban pequeñas cabañas en medio de la selva evitando a toda costa ser descubiertos.

### Plantas
En el caso de las plantas asilvestradas, se suelen llamar simplemente «escapadas» o introducidas, y en su mayor parte proceden de plantas de jardín. Existen también plantas que fueron introducidas en ciertos lugares por su valor alimenticio, como la chumbera americana en el Mediterráneo y Australia (donde también llegaron a ser una plaga, antes de que se procediera a importar también a sus parásitos naturales). En otros casos resulta difícil discernir si una planta es producto de una introducción temprana o es verdaderamente nativa del lugar que ahora habita. Este es el caso de árboles como el castaño y el avellano en grandes zonas de Europa occidental, que pudieron llegar de manos de los romanos. Otros «invasores» vegetales han llegado de forma accidental, como la amapola común, cuyo origen está en Oriente Medio y Anatolia. En estas zonas, la amapola es un acompañante natural de los cereales silvestres; tras el desarrollo de la agricultura en el Neolítico, la amapola pasó a ser cosechada por accidente junto con el trigo, el centeno y la cebada, y sus semillas fueron depositadas en las zonas de cultivos de éstos, expandiéndose a la misma velocidad que lo hacían los campos labrados.
En Argentina, al mate amargo también se le llama cimarrón.